# Sitio de Túnez (238 a. C.)

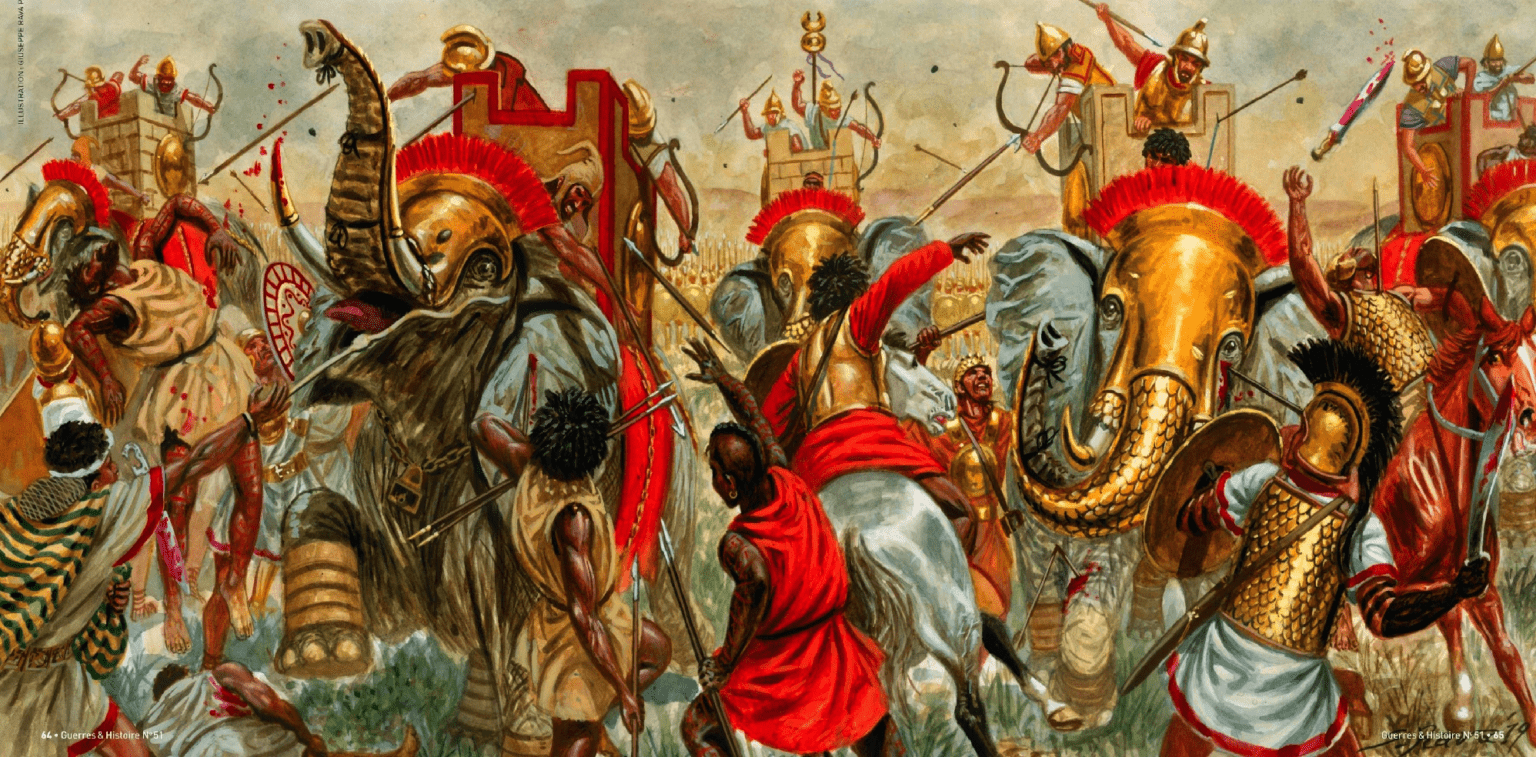
Elefantes de guerra Cartagineses combatiendo contra mercenarios Númidas.

El sitio de Túnez tuvo lugar alrededor del año 238 a. C., en el contexto de la Guerra de los Mercenarios, que enfrentaba al Ejército cartaginés, comandado por un capitán de nombre Aníbal y Amílcar Barca aristócrata y padre de Aníbal Barca. En el otro bando encontrábamos a un ejército compuesto por mercenarios y súbditos auxiliares de Cartago, que se habían rebelado contra esta. Estaban comandados por Matón, un mercenario Libio. También es importante mencionar a Spendios otro líder mercenario capturado en la Batalla de la Sierra anterior a la de Túnez.

## El asedio

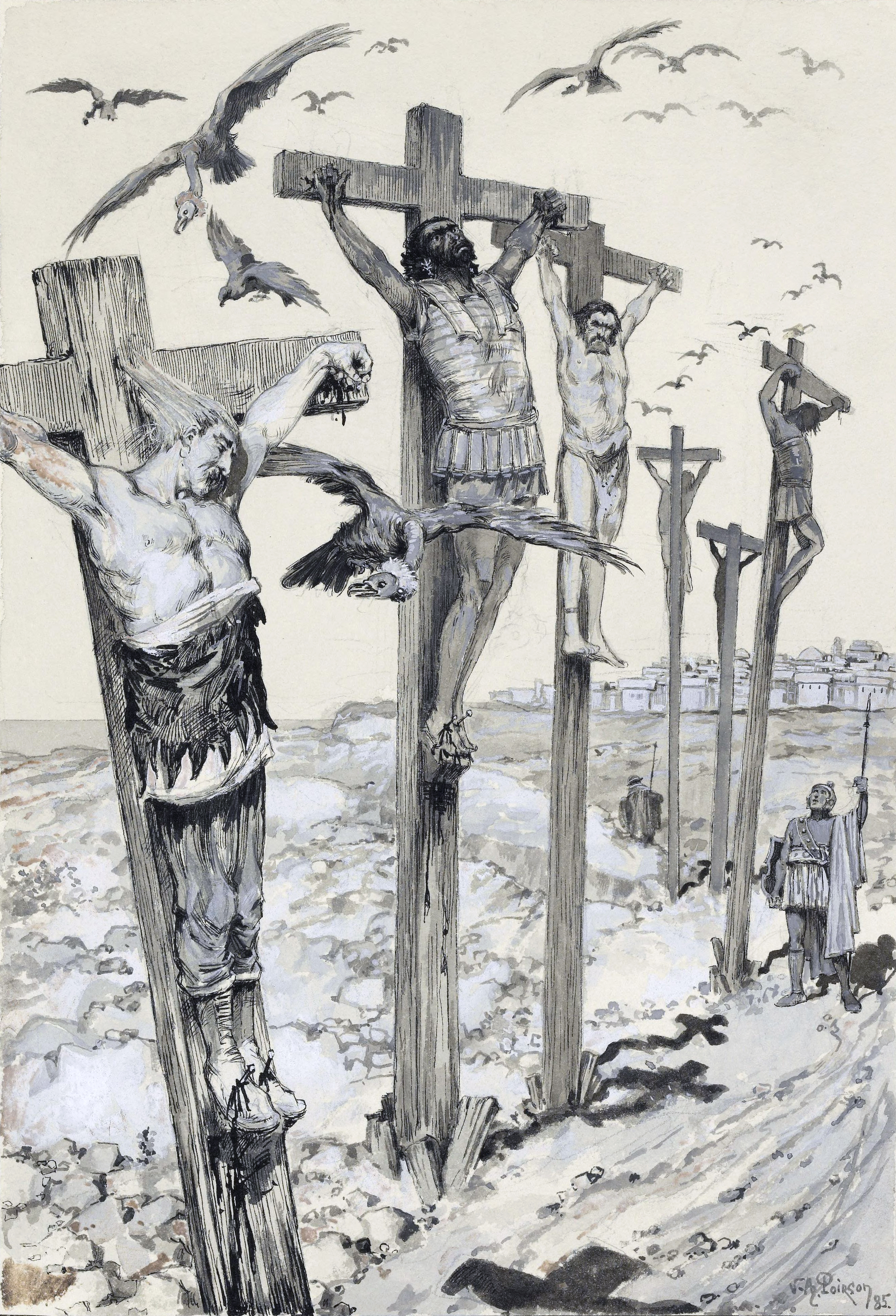
Ilustración de Victor Armand Poirson que representa la crucifixión de los mercenarios rebeldes por parte de los cartagineses.

Después de la victoria de Amílcar en la batalla de la Sierra este marchó contra la principal fuerza rebelde en Túnez. En su camino muchas ciudades y pueblos se rendian ante su contingente.
Matón,no pretendía en un comienzo dar batalla en campo abierto contra Amílcar ya que el acceso a la ciudad no era fácil. Esta tenía el Mar Mediterráneo al este y una gran Marisma al oeste. El ejército de los Cartagineses estaba dividido, una mitad comandada por Amílcar se encontraba al sur y la mitad restante  bajo el mando de Aníbal en el norte.
Es importante decir que el campamento de los Mercenarios se encontraba fuera de Túnez, al norte, Amílcar se dirigió al campamento norte comandado por Aníbal, con los prisioneros capturados en la Batalla de la Sierra (entre ellos Spendios), y una vez allí, los crucifico en dirección al campamento rebelde con la intención de causar deserción en el bando enemigo. Esto último no pasó, sino todo lo contrario al ver que no habría piedad los mercenarios planearon hacer algo.

## Emboscada por parte de los Rebeldes
Matón luego de ver lo que hicieron con los suyos, se dispuso a dar una respuesta, buscando romper el asedio analizo que Amílcar hacia mucho énfasis en la rectitud de sus tropas y en que se mantuvieran siempre alerta haciendo guardias, cosa que Aníbal no compartía con el, este último dejaba a las tropas relajarse. Por lo tanto el líder mercenario organizó un ataque sorpresa durante la noche contra el campamento de Aníbal. El ataque fue exitoso, los cartagineses sufrieron muchas bajas, y sus oficiales fueron capturados, entre ellos el propio Aníbal, que fue crucificado en la misma cruz que lo había sido Spendios. Además todos sus oficiales fueron ejecutados frente al.

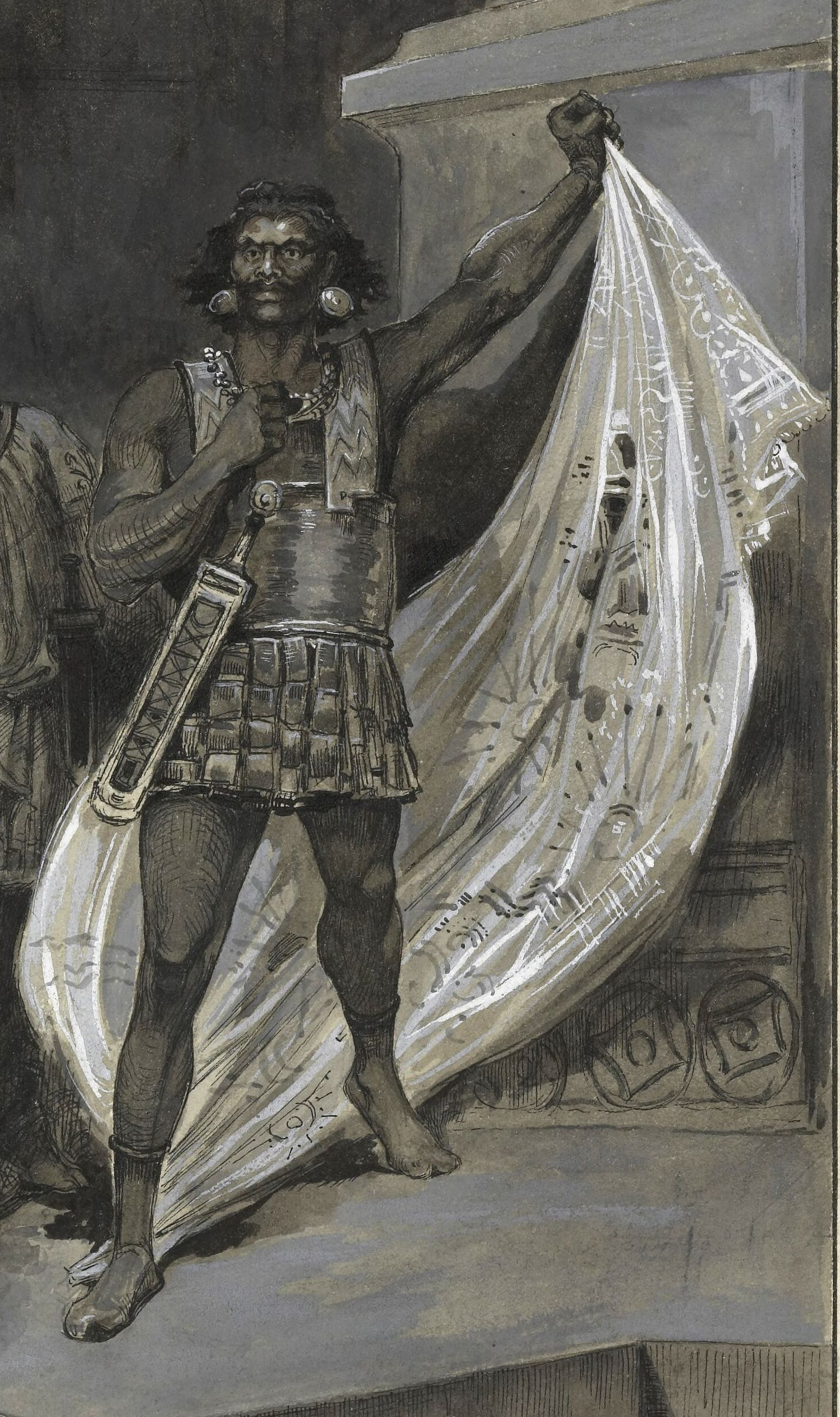
Ilustración del comandante mercenario libio Matón.

## Fin del asedio

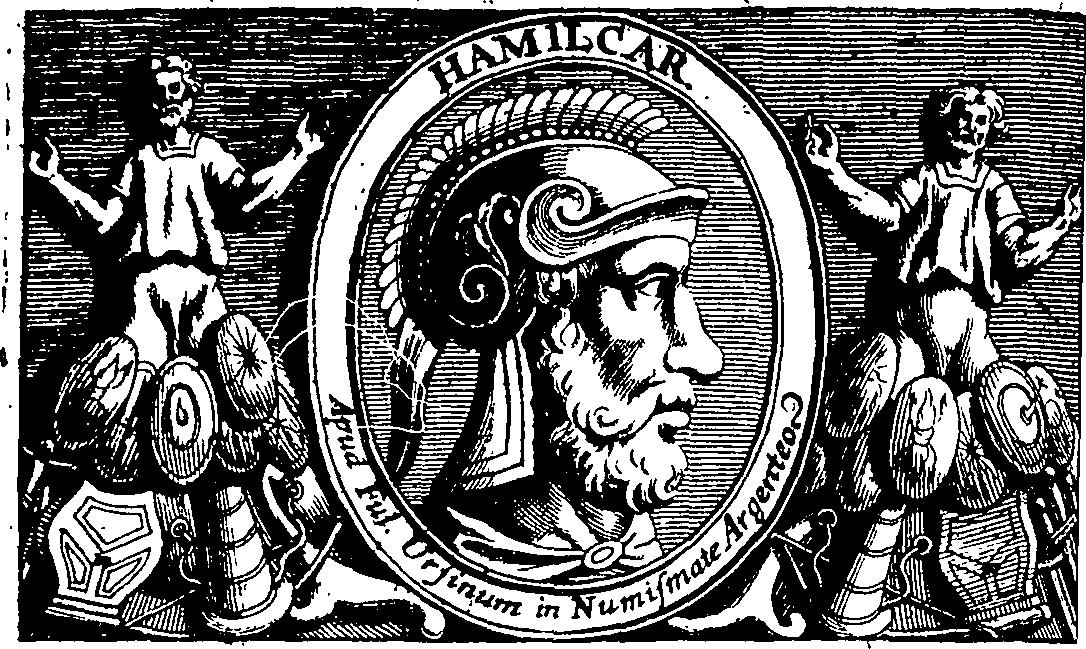
Ilustración del comandante cartaginés Amílcar Barca.

Amílcar al recibir las noticias de lo que había sucedido con Aníbal decidió dejar el bloqueo, había perdido la mitad de su ejército y la posición el norte, Matón decidió dejarlo marcharse sin darle ningún problema, posiblemente porque temía enfrentarse en campo abierto a los Elefante de guerra del comandante Cartaginés.

## Captura de Matón
Por el desgaste y la falta de suministros matón decidió retirarse a Leptis Parva. Amílcar Barca obtuvo refuerzos de Cartago y con ellos se dispuso a derrotar a Matón, cosa que logró capturando vivo al líder rebelde y llevándolo a la capital donde fue torturado hasta la muerte y sus tropas convertidas en esclavos.
- Datos: Q3070000

1. 1 2 3 4 5 6 7  «Siege of Tunis (Mercenary War) explained». everything.explained.today. Consultado el 6 de octubre de 2024.
2. 1 2 3 4 5 6  Hoyos, Dexter (21 de septiembre de 2007). Truceless War. BRILL. ISBN 978-90-04-16076-7. Consultado el 6 de octubre de 2024.
3. 1 2 3 4 5  «What was the Battle of Leptis Parva (238 BC)? - Boot Camp & Military Fitness Institute». bootcampmilitaryfitnessinstitute.com (en inglés británico). 20 de octubre de 2020. Consultado el 6 de octubre de 2024.